# Ubah Hassan
Ubah Hassan (tiếng Somalia: Ubax Xasan, tiếng Ả Rập: اباه حسن; sinh ngày 27 tháng 8 năm 1987) là người mẫu Somalia - Canada. Cô đã làm việc với một số nhà thiết kế hàng đầu và cũng tham gia vào công việc từ thiện.

## Cuộc sống cá nhân
Hassan được sinh ra ở Somalia vào năm 1987. Năm 1997, cô di cư sang Canada cùng gia đình.

## Sự nghiệp
Hassan được một nhiếp ảnh gia phát hiện tại một công viên ở Canada và sau đó được ký hợp đồng với Click Model Management tại thành phố New York. Ở đó, cô bắt đầu thực hiện những buổi chụp hình và đi bộ trên đường băng thời trang.
Vào tháng 5 năm 2008, Hassan đã được giới thiệu là người mẫu của tuần. Cô là gương mặt đại diện cho chiến dịch 09 của Ralph Lauren vào năm sau. Hassan cũng đã làm việc với các nhà thiết kế hàng đầu khác, bao gồm Oscar de la Renta, Rachel Roy, Malan Breton, Betsey Johnson và Gucci.
Hassan đã ký hợp đồng với Richard 'International Model Management tại Vancouver, cơ quan mẹ của cô. Cô cũng được đại diện bởi cơ quan quản lý hình ảnh công cộng, tại Montreal.

## Từ thiện
Ngoài ra, Hassan có liên quan đến công việc từ thiện. Cô đã làm việc chặt chẽ với tổ chức từ thiện toàn cầu TOMS, đi du lịch Campuchia.
Năm 2015, Ubah!, một đoạn phim tài liệu ngắn về Hassan và hoạt động của cô do Joe Berlinger đạo diễn, cũng được công chiếu trên CNN.